# 本格ミステリ大賞
本格ミステリ大賞（ほんかくみすてりたいしょう、2001年 - ）は、本格ミステリ作家クラブが主催する推理小説の賞。本格ミステリというジャンルの発展のため、年間の最優秀作品（小説部門、評論・研究部門）を表彰している。候補作を全て読んだ本格ミステリ作家クラブ会員の投票によって決まり、選評はすべて公開される。正賞として京極夏彦がデザインしたトロフィーが授与される。

## 概要
毎年1月末に本格ミステリ作家クラブ会員のアンケートを集計し、予選委員が候補作5作を選定（例年2月に発表）。5月までに会員は候補作を全て読んだ上で、選評を付けて投票し、5月中旬の公開開票式で大賞が決定する。授賞式は6月中旬に行われる。会員の選評は2020年までは雑誌『ジャーロ』（光文社）、2021年からは『紙魚の手帖』（東京創元社）に掲載される。
選考対象は単行本化された作品に限り（評論・研究部門では雑誌などに発表されたものも含む）、短編の優秀作品については、講談社ノベルスから刊行されるアンソロジー『本格ミステリ○○ 20○○年本格短編ベスト・セレクション』（2001年 - 2010年）、『ベスト本格ミステリ20○○』（2011年 - 2018年）、『本格王20○○』（2019年 - ）の収録作として選出される。

## 受賞作一覧

### 小説部門
| 回（年）         |      | タイトル                                                  | 作者         | 票数 |
| ---------------- | ---- | --------------------------------------------------------- | ------------ | ---- |
| 第1回（2001年）  | 受賞 | 『壺中の天国』                                            | 倉知淳       | 13   |
| 第1回（2001年）  | 候補 | 『奇術探偵曽我佳城全集』                                  | 泡坂妻夫     | 12   |
| 第1回（2001年）  | 候補 | 『凶笑面』                                                | 北森鴻       | 09   |
| 第1回（2001年）  | 候補 | 『火蛾』                                                  | 古泉迦十     | 09   |
| 第1回（2001年）  | 候補 | 『美濃牛』                                                | 殊能将之     | 07   |
| 第2回（2002年）  | 受賞 | 『ミステリ・オペラ 宿命城殺人事件』                       | 山田正紀     | 28   |
| 第2回（2002年）  | 候補 | 『鏡の中は日曜日』                                        | 殊能将之     | 09   |
| 第2回（2002年）  | 候補 | 『黒祠の島』                                              | 小野不由美   | 07   |
| 第2回（2002年）  | 候補 | 『グラン・ギニョール城』                                  | 芦辺拓       | 05   |
| 第2回（2002年）  | 候補 | 『たったひとつの』                                        | 斎藤肇       | 05   |
| 第3回（2003年）  | 受賞 | 『GOTH リストカット事件』                                 | 乙一         | 16   |
| 第3回（2003年）  | 受賞 | 『オイディプス症候群』                                    | 笠井潔       | 16   |
| 第3回（2003年）  | 候補 | 『法月綸太郎の功績』                                      | 法月綸太郎   | 12   |
| 第3回（2003年）  | 候補 | 『マレー鉄道の謎』                                        | 有栖川有栖   | 06   |
| 第3回（2003年）  | 候補 | 『聯愁殺』                                                | 西澤保彦     | 04   |
| 第4回（2004年）  | 受賞 | 『葉桜の季節に君を想うということ』                        | 歌野晶午     | 24   |
| 第4回（2004年）  | 候補 | 『スイス時計の謎』                                        | 有栖川有栖   | 16   |
| 第4回（2004年）  | 候補 | 『赫い月照』                                              | 谺健二       | 10   |
| 第4回（2004年）  | 候補 | 『くらのかみ』                                            | 小野不由美   | 06   |
| 第4回（2004年）  | 候補 | 『七度狐』                                                | 大倉崇裕     | 02   |
| 第5回（2005年）  | 受賞 | 『生首に聞いてみろ』                                      | 法月綸太郎   | 19   |
| 第5回（2005年）  | 候補 | 『紅楼夢の殺人』                                          | 芦辺拓       | 17   |
| 第5回（2005年）  | 候補 | 『暗黒館の殺人』                                          | 綾辻行人     | 13   |
| 第5回（2005年）  | 候補 | 『螢』                                                    | 麻耶雄嵩     | 07   |
| 第5回（2005年）  | 候補 | 『臨場』                                                  | 横山秀夫     | 03   |
| 第6回（2006年）  | 受賞 | 『容疑者Xの献身』                                         | 東野圭吾     | 17   |
| 第6回（2006年）  | 候補 | 『摩天楼の怪人』                                          | 島田荘司     | 15   |
| 第6回（2006年）  | 候補 | 『扉は閉ざされたまま』                                    | 石持浅海     | 12   |
| 第6回（2006年）  | 候補 | 『向日葵の咲かない夏』                                    | 道尾秀介     | 08   |
| 第6回（2006年）  | 候補 | 『ゴーレムの檻』                                          | 柄刀一       | 07   |
| 第7回（2007年）  | 受賞 | 『シャドウ』                                              | 道尾秀介     | 17   |
| 第7回（2007年）  | 候補 | 『邪魅の雫』                                              | 京極夏彦     | 11   |
| 第7回（2007年）  | 候補 | 『樹霊』                                                  | 鳥飼否宇     | 08   |
| 第7回（2007年）  | 候補 | 『顔のない敵』                                            | 石持浅海     | 07   |
| 第7回（2007年）  | 候補 | 『時を巡る肖像』                                          | 柄刀一       | 07   |
| 第8回（2008年）  | 受賞 | 『女王国の城』                                            | 有栖川有栖   | 20   |
| 第8回（2008年）  | 候補 | 『首無の如き祟るもの』                                    | 三津田信三   | 15   |
| 第8回（2008年）  | 候補 | 『密室キングダム』                                        | 柄刀一       | 09   |
| 第8回（2008年）  | 候補 | 『インシテミル』                                          | 米澤穂信     | 06   |
| 第8回（2008年）  | 候補 | 『密室殺人ゲーム王手飛車取り』                            | 歌野晶午     | 04   |
| 第9回（2009年）  | 受賞 | 『完全恋愛』                                              | 牧薩次       | 23   |
| 第9回（2009年）  | 候補 | 『造花の蜜』                                              | 連城三紀彦   | 13   |
| 第9回（2009年）  | 候補 | 『山魔の如き嗤うもの』                                    | 三津田信三   | 11   |
| 第9回（2009年）  | 候補 | 『ペガサスと一角獣薬局』                                  | 柄刀一       | 06   |
| 第9回（2009年）  | 候補 | 『裁判員法廷』                                            | 芦辺拓       | 04   |
| 第10回（2010年） | 受賞 | 『水魑の如き沈むもの』                                    | 三津田信三   | 16   |
| 第10回（2010年） | 受賞 | 『密室殺人ゲーム2.0』                                     | 歌野晶午     | 16   |
| 第10回（2010年） | 候補 | 『Another』                                               | 綾辻行人     | 15   |
| 第10回（2010年） | 候補 | 『花窗玻璃 シャガールの黙示』                             | 深水黎一郎   | 08   |
| 第10回（2010年） | 候補 | 『追想五断章』                                            | 米澤穂信     | 07   |
| 第11回（2011年） | 受賞 | 『隻眼の少女』                                            | 麻耶雄嵩     | 20   |
| 第11回（2011年） | 候補 | 『折れた竜骨』                                            | 米澤穂信     | 18   |
| 第11回（2011年） | 候補 | 『写楽 閉じた国の幻』                                     | 島田荘司     | 10   |
| 第11回（2011年） | 候補 | 『謎解きはディナーのあとで』                              | 東川篤哉     | 04   |
| 第11回（2011年） | 候補 | 『綺想宮殺人事件』                                        | 芦辺拓       | 01   |
| 第12回（2012年） | 受賞 | 『虚構推理 鋼人七瀬』                                     | 城平京       | 19   |
| 第12回（2012年） | 受賞 | 『開かせていただき光栄です』                              | 皆川博子     | 19   |
| 第12回（2012年） | 候補 | 『キングを探せ』                                          | 法月綸太郎   | 08   |
| 第12回（2012年） | 候補 | 『メルカトルかく語りき』                                  | 麻耶雄嵩     | 08   |
| 第12回（2012年） | 候補 | 『夏の王国で目覚めない』                                  | 彩坂美月     | 02   |
| 第13回（2013年） | 受賞 | 『密室蒐集家』                                            | 大山誠一郎   | 19   |
| 第13回（2013年） | 候補 | 『スチームオペラ』                                        | 芦辺拓       | 13   |
| 第13回（2013年） | 候補 | 『衣更月家の一族』                                        | 深木章子     | 07   |
| 第13回（2013年） | 候補 | 『葬式組曲』                                              | 天祢涼       | 06   |
| 第13回（2013年） | 候補 | 『夏服パースペクティヴ』                                  | 長沢樹       | 02   |
| 第14回（2014年） | 受賞 | 『スノーホワイト 名探偵三途川理と少女の鏡は千の目を持つ』 | 森川智喜     | 24   |
| 第14回（2014年） | 候補 | 『水族館の殺人』                                          | 青崎有吾     | 14   |
| 第14回（2014年） | 候補 | 『螺旋の底』                                              | 深木章子     | 07   |
| 第14回（2014年） | 候補 | 『教場』                                                  | 長岡弘樹     | 06   |
| 第14回（2014年） | 候補 | 『ノックス・マシン』                                      | 法月綸太郎   | 03   |
| 第15回（2015年） | 受賞 | 『さよなら神様』                                          | 麻耶雄嵩     | 19   |
| 第15回（2015年） | 候補 | 『僕の光輝く世界』                                        | 山本弘       | 16   |
| 第15回（2015年） | 候補 | 『フライプレイ!』                                         | 霞流一       | 08   |
| 第15回（2015年） | 候補 | 『黒龍荘の惨劇』                                          | 岡田秀文     | 07   |
| 第15回（2015年） | 候補 | 『冷たい太陽』                                            | 鯨統一郎     | 04   |
| 第16回（2016年） | 受賞 | 『死と砂時計』                                            | 鳥飼否宇     | 20   |
| 第16回（2016年） | 候補 | 『ミステリー・アリーナ』                                  | 深水黎一郎   | 15   |
| 第16回（2016年） | 候補 | 『その可能性はすでに考えた』                              | 井上真偽     | 09   |
| 第16回（2016年） | 候補 | 『松谷警部と三ノ輪の鏡』                                  | 平石貴樹     | 05   |
| 第16回（2016年） | 候補 | 『赤い博物館』                                            | 大山誠一郎   | 03   |
| 第17回（2017年） | 受賞 | 『涙香迷宮』                                              | 竹本健治     | 17   |
| 第17回（2017年） | 候補 | 『聖女の毒杯 その可能性はすでに考えた』                   | 井上真偽     | 15   |
| 第17回（2017年） | 候補 | 『悪魔を憐れむ』                                          | 西澤保彦     | 10   |
| 第17回（2017年） | 候補 | 『誰も僕を裁けない』                                      | 早坂吝       | 07   |
| 第17回（2017年） | 候補 | 『おやすみ人面瘡』                                        | 白井智之     | 06   |
| 第18回（2018年） | 受賞 | 『屍人荘の殺人』                                          | 今村昌弘     | 14   |
| 第18回（2018年） | 候補 | 『いくさの底』                                            | 古処誠二     | 12   |
| 第18回（2018年） | 候補 | 『マツリカ・マトリョシカ』                                | 相沢沙呼     | 07   |
| 第18回（2018年） | 候補 | 『彼女の色に届くまで』                                    | 似鳥鶏       | 06   |
| 第18回（2018年） | 候補 | 『ミステリークロック』                                    | 貴志祐介     | 06   |
| 第19回（2019年） | 受賞 | 『刀と傘 明治京洛推理帖』                                 | 伊吹亜門     | 16   |
| 第19回（2019年） | 候補 | 『夏を取り戻す』                                          | 岡崎琢磨     | 11   |
| 第19回（2019年） | 候補 | 『パズラクション』                                        | 霞流一       | 11   |
| 第19回（2019年） | 候補 | 『アリバイ崩し承ります』                                  | 大山誠一郎   | 06   |
| 第19回（2019年） | 候補 | 『碆霊の如き祀るもの』                                    | 三津田信三   | 05   |
| 第20回（2020年） | 受賞 | 『medium 霊媒探偵城塚翡翠』                               | 相沢沙呼     | 24   |
| 第20回（2020年） | 候補 | 『教室が、ひとりになるまで』                              | 浅倉秋成     | 11   |
| 第20回（2020年） | 候補 | 『或るエジプト十字架の謎』                                | 柄刀一       | 09   |
| 第20回（2020年） | 候補 | 『紅蓮館の殺人』                                          | 阿津川辰海   | 09   |
| 第20回（2020年） | 候補 | 『滅びの掟 密室忍法帖』                                   | 安萬純一     | 07   |
| 第21回（2021年） | 受賞 | 『蟬かえる』                                              | 櫻田智也     | 21   |
| 第21回（2021年） | 候補 | 『欺瞞の殺意』                                            | 深木章子     | 17   |
| 第21回（2021年） | 候補 | 『たかが殺人じゃないか 昭和24年の推理小説』               | 辻真先       | 14   |
| 第21回（2021年） | 候補 | 『透明人間は密室に潜む』                                  | 阿津川辰海   | 08   |
| 第21回（2021年） | 候補 | 『楽園とは探偵の不在なり』                                | 斜線堂有紀   | 03   |
| 第22回（2022年） | 受賞 | 『大鞠家殺人事件』                                        | 芦辺拓       | 15   |
| 第22回（2022年） | 受賞 | 『黒牢城』                                                | 米澤穂信     | 15   |
| 第22回（2022年） | 候補 | 『六人の嘘つきな大学生』                                  | 浅倉秋成     | 12   |
| 第22回（2022年） | 候補 | 『蒼海館の殺人』                                          | 阿津川辰海   | 10   |
| 第22回（2022年） | 候補 | 『救国ゲーム』                                            | 結城真一郎   | 06   |
| 第23回（2023年） | 受賞 | 『名探偵のいけにえ 人民教会殺人事件』                     | 白井智之     | 29   |
| 第23回（2023年） | 候補 | 『名探偵に甘美なる死を』                                  | 方丈貴恵     | 11   |
| 第23回（2023年） | 候補 | 『方舟』                                                  | 夕木春央     | 07   |
| 第23回（2023年） | 候補 | 『時計屋探偵の冒険 アリバイ崩し承ります2』                | 大山誠一郎   | 05   |
| 第23回（2023年） | 候補 | 『揺籃の都 平家物語推理抄』                               | 羽生飛鳥     | 03   |
| 第24回（2024年） | 受賞 | 『地雷グリコ』                                            | 青崎有吾     | 31   |
| 第24回（2024年） | 候補 | 『エレファントヘッド』                                    | 白井智之     | 13   |
| 第24回（2024年） | 候補 | 『可燃物』                                                | 米澤穂信     | 07   |
| 第24回（2024年） | 候補 | 『アミュレット・ホテル』                                  | 方丈貴恵     | 06   |
| 第24回（2024年） | 候補 | 『涜神館殺人事件』                                        | 手代木正太郎 | 03   |
| 第25回（2025年） | 受賞 | 『彼女が探偵でなければ』                                  | 逸木裕       | 17   |
| 第25回（2025年） | 候補 | 『伯爵と三つの棺』                                        | 潮谷験       | 13   |
| 第25回（2025年） | 候補 | 『ぼくは化け物きみは怪物』                                | 白井智之     | 11   |
| 第25回（2025年） | 候補 | 『サロメの断頭台』                                        | 夕木春央     | 10   |
| 第25回（2025年） | 候補 | 『永劫館超連続殺人事件 魔女はXと死ぬことにした』          | 南海遊       | 05   |

### 評論・研究部門
| 回（年）         |      | タイトル                                                                    | 作者                                                             | 票数     |
| ---------------- | ---- | --------------------------------------------------------------------------- | ---------------------------------------------------------------- | -------- |
| 第1回（2001年）  | 受賞 | 『日本ミステリー事典』                                                      | 権田萬治、新保博久                                               | 10       |
| 第1回（2001年）  | 候補 | 『POSシステム上に出現した『J』』                                            | 円堂都司昭                                                       | 08       |
| 第1回（2001年）  | 候補 | 『ミステリ評論革命』                                                        | 佳多山大地、鷹城宏                                               | 07       |
| 第1回（2001年）  | 候補 | 『推理作家の出来るまで』                                                    | 都筑道夫                                                         | 04       |
| 第2回（2002年）  | 受賞 | 『乱視読者の帰還』                                                          | 若島正                                                           | 13       |
| 第2回（2002年）  | 候補 | 『ミネルヴァの梟は黄昏に飛びたつか？』                                      | 笠井潔                                                           | 06       |
| 第2回（2002年）  | 候補 | 『『妾の罪』における叙述トリックの位相』                                    | 小森健太朗                                                       | 04       |
| 第2回（2002年）  | 候補 | 『中国の箱の謎』                                                            | 鷹城宏                                                           | 02       |
| 第2回（2002年）  | 候補 | 『論理の蜘蛛の巣の中で』                                                    | 巽昌章                                                           | 02       |
| 第3回（2003年）  | 受賞 | 『探偵小説論序説』                                                          | 笠井潔                                                           | 12       |
| 第3回（2003年）  | 候補 | 『殺す・集める・読む 推理小説特殊講義』                                     | 高山宏                                                           | 10       |
| 第3回（2003年）  | 候補 | 『怪奇幻想ミステリ150選』                                                   | 千街晶之                                                         | 06       |
| 第3回（2003年）  | 候補 | 『迷宮逍遙』                                                                | 有栖川有栖                                                       | 03       |
| 第4回（2004年）  | 受賞 | 『水面の星座 水底の宝石』                                                   | 千街晶之                                                         | 18       |
| 第4回（2004年）  | 候補 | 『中国ミステリー探訪』                                                      | 井波律子                                                         | 08       |
| 第4回（2004年）  | 候補 | 『世界の果てのカレイドスコープ』                                            | 野崎六助                                                         | 02       |
| 第4回（2004年）  | 候補 | 『越境する本格ミステリ』                                                    | 小山正、日下三蔵                                                 | 0        |
| 第4回（2004年）  | 候補 | 『ミステリイは誘う』                                                        | 春日直樹                                                         | 0        |
| 第5回（2005年）  | 受賞 | 『天城一の密室犯罪学教程』                                                  | 天城一（著）、日下三蔵（編）                                     | 16       |
| 第5回（2005年）  | 候補 | 『子不語の夢』                                                              | 浜田雄介                                                         | 13       |
| 第5回（2005年）  | 候補 | 『探偵小説と日本近代』                                                      | 吉田司雄                                                         | 02       |
| 第5回（2005年）  | 候補 | 『名探偵ベスト101』                                                         | 村上貴史                                                         | 02       |
| 第6回（2006年）  | 受賞 | 『ニッポン硬貨の謎』                                                        | 北村薫                                                           | 14       |
| 第6回（2006年）  | 候補 | 『探偵小説と二〇世紀精神』                                                  | 笠井潔                                                           | 11       |
| 第6回（2006年）  | 候補 | 『ヒッチコック「裏窓」ミステリの映画学』                                    | 加藤幹郎                                                         | 09       |
| 第6回（2006年）  | 候補 | 『ミステリー映画を観よう』                                                  | 山口雅也                                                         | 01       |
| 第7回（2007年）  | 受賞 | 『論理の蜘蛛の巣の中で』                                                    | 巽昌章                                                           | 16       |
| 第7回（2007年）  | 候補 | 『探偵小説と記号的人物』                                                    | 笠井潔                                                           | 06       |
| 第7回（2007年）  | 候補 | 『刑事コロンボ完全捜査記録』                                                | 町田暁雄（監修）                                                 | 05       |
| 第7回（2007年）  | 候補 | 『戦後創成期ミステリ日記』                                                  | 紀田順一郎                                                       | 04       |
| 第8回（2008年）  | 受賞 | 『探偵小説の論理学』                                                        | 小森健太朗                                                       | 10       |
| 第8回（2008年）  | 候補 | 『法月綸太郎ミステリー塾 日本編 / 海外編』                                  | 法月綸太郎                                                       | 09       |
| 第8回（2008年）  | 候補 | 『名探偵たちのユートピア』                                                  | 石上三登志                                                       | 09       |
| 第9回（2009年）  | 受賞 | 『「謎」の解像度』                                                          | 円堂都司昭                                                       | 13       |
| 第9回（2009年）  | 候補 | 『幻影城の時代 完全版』                                                     | 本多正一                                                         | 07       |
| 第9回（2009年）  | 候補 | 『本格ミステリ・フラッシュバック』                                          | 千街晶之、市川尚吾、大川正人、戸田和光、葉山響、真中耕平、横井司 | 03       |
| 第9回（2009年）  | 候補 | 『探偵小説のクリティカル・ターン』                                          | 限界小説研究会（編）                                             | 02       |
| 第9回（2009年）  | 候補 | 『密室入門！』                                                              | 有栖川有栖、安井俊夫                                             | 02       |
| 第10回（2010年） | 受賞 | 『戦前戦後異端文学論』                                                      | 谷口基                                                           | 11       |
| 第10回（2010年） | 候補 | 『英文学の地下水脈』                                                        | 小森健太朗                                                       | 10       |
| 第10回（2010年） | 候補 | 『アジア本格リーグ』                                                        | 島田荘司（選）【出版企画に対して】                               | 03       |
| 第10回（2010年） | 候補 | 『ミステリ・ジョッキー2』                                                   | 綾辻行人、有栖川有栖                                             | 03       |
| 第10回（2010年） | 候補 | 『都筑道夫ポケミス全解説』                                                  | 小森収（編）                                                     | 01       |
| 第11回（2011年） | 受賞 | 『エラリー・クイーン論』                                                    | 飯城勇三                                                         | 14       |
| 第11回（2011年） | 候補 | 『現代本格ミステリの研究』                                                  | 諸岡卓真                                                         | 07       |
| 第11回（2011年） | 候補 | 『物語日本推理小説史』                                                      | 郷原宏                                                           | 04       |
| 第11回（2011年） | 候補 | 『図説 密室ミステリの研究』                                                 | 有栖川有栖（監修）                                               | 02       |
| 第11回（2011年） | 候補 | 『日本探偵小説論』                                                          | 野崎六助                                                         | 01       |
| 第12回（2012年） | 受賞 | 『探偵小説と叙述トリック ミネルヴァの梟は黄昏に飛びたつか？』               | 笠井潔                                                           | 10       |
| 第12回（2012年） | 候補 | 『謎解き名作ミステリ講座』                                                  | 佳多山大地                                                       | 08       |
| 第12回（2012年） | 候補 | 『少年少女 昭和ミステリ美術館』                                             | 森英俊、野村宏平                                                 | 06       |
| 第12回（2012年） | 候補 | 『乱歩彷徨』                                                                | 紀田順一郎                                                       | 05       |
| 第12回（2012年） | 候補 | 『ミステリで読む現代日本』                                                  | 野崎六助                                                         | 02       |
| 第13回（2013年） | 受賞 | 『本格ミステリ鑑賞術』                                                      | 福井健太                                                         | 12       |
| 第13回（2013年） | 候補 | 『21世紀探偵小説 ポスト新本格と論理の崩壊』                                 | 限界研（編）                                                     | 05       |
| 第13回（2013年） | 候補 | 『インド・ミステリ通史の試み』                                              | 波多野健                                                         | 03       |
| 第13回（2013年） | 候補 | 『『黄色い部屋はいかに改装されたか 補版』解説』                             | 法月綸太郎                                                       | 01       |
| 第13回（2013年） | 候補 | 『本格ミステリディケイド300』                                               | 探偵小説研究会（編）                                             | 01       |
| 第14回（2014年） | 受賞 | 『ロジャー・アクロイドはなぜ殺される?』                                     | 内田隆三                                                         | 11       |
| 第14回（2014年） | 候補 | 『日本推理小説論争史』                                                      | 郷原宏                                                           | 04       |
| 第14回（2014年） | 候補 | 『エラリー・クイーンの騎士たち 横溝正史から新本格作家まで』                 | 飯城勇三                                                         | 03       |
| 第14回（2014年） | 候補 | 『日本探偵小説を読む 偏光と挑発のミステリ史』                               | 押野武志、諸岡卓真                                               | 02       |
| 第14回（2014年） | 候補 | 『変格探偵小説入門』                                                        | 谷口基                                                           | 0        |
| 第15回（2015年） | 受賞 | 『アガサ・クリスティー完全攻略』                                            | 霜月蒼                                                           | 21       |
| 第15回（2015年） | 候補 | 『路地裏の迷宮踏査』                                                        | 杉江松恋                                                         | 06       |
| 第15回（2015年） | 候補 | 『大癋見警部の事件簿』                                                      | 深水黎一郎                                                       | 03       |
| 第15回（2015年） | 候補 | 「情報化するミステリと映像」                                                | 渡邉大輔                                                         | 01       |
| 第15回（2015年） | 候補 | 「ループものミステリと、後期クイーン的問題の所在について」                  | 小森健太朗                                                       | 01       |
| 第16回（2016年） | 受賞 | 『ミステリ読者のための連城三紀彦全作品ガイド 増補改訂版』                   | 浅木原忍                                                         | 09       |
| 第16回（2016年） | 候補 | 『サイバーミステリ宣言！』                                                  | 一田和樹、遊井かなめ、七瀬晶、藤田直哉、千澤のり子               | 04       |
| 第16回（2016年） | 候補 | 『本の窓から』                                                              | 小森収                                                           | 04       |
| 第16回（2016年） | 候補 | 『謎と恐怖の楽園で』                                                        | 権田萬治                                                         | 03       |
| 第16回（2016年） | 候補 | 『乱歩ワールド大全』                                                        | 野村宏平                                                         | 03       |
| 第17回（2017年） | 受賞 | 『本格力 本棚探偵のミステリ・ブックガイド』                                 | 喜国雅彦、国樹由香                                               | 11       |
| 第17回（2017年） | 候補 | 『現代華文推理系列』全三集                                                  | 稲村文吾（訳）                                                   | 05       |
| 第17回（2017年） | 候補 | 『ぼくのミステリ・クロニクル』                                              | 戸川安宣（著）、空犬太郎（編）                                   | 02       |
| 第17回（2017年） | 候補 | 『顔の剥奪 文学から〈他者のあやうさ〉を読む』                               | 鈴木智之                                                         | 01       |
| 第17回（2017年） | 候補 | 『鉄道ミステリーの系譜 シャーロック・ホームズから十津川警部まで』           | 原口隆行                                                         | 0        |
| 第18回（2018年） | 受賞 | 『本格ミステリ戯作三昧 贋作と評論で描く本格ミステリ十五の魅力』             | 飯城勇三                                                         | 13       |
| 第18回（2018年） | 候補 | 『【「新青年」版】黒死館殺人事件』                                          | 小栗虫太郎（著）、山口雄也（註・校異・解題）                     | 08       |
| 第18回（2018年） | 候補 | 『江戸川乱歩と横溝正史』                                                    | 中川右介                                                         | 03       |
| 第18回（2018年） | 候補 | 『乱歩と正史 人はなぜ死の夢を見るのか』                                     | 内田隆三                                                         | 02       |
| 第18回（2018年） | 候補 | 『ミステリ国の人々』                                                        | 有栖川有栖                                                       | 01       |
| 第19回（2019年） | 受賞 | 『乱歩謎解きクロニクル』                                                    | 中相作                                                           | 09       |
| 第19回（2019年） | 候補 | 『娯楽としての炎上』                                                        | 藤田直哉                                                         | 07       |
| 第19回（2019年） | 候補 | 『刑事コロンボ読本』                                                        | 町田暁雄                                                         | 03       |
| 第19回（2019年） | 候補 | 『21世紀本格ミステリ映像大全』                                              | 千街晶之（編著）                                                 | 03       |
| 第19回（2019年） | 候補 | 『本格ミステリ漫画ゼミ』                                                    | 福井健太                                                         | 0        |
| 第20回（2020年） | 受賞 | 『モダニズム・ミステリの時代 探偵小説が新感覚だった頃』                     | 長山靖生                                                         | 10       |
| 第20回（2020年） | 候補 | 『シャーロック・ホームズ語辞典』                                            | 北原尚彦（文）、えのころ工房（絵）                               | 07       |
| 第20回（2020年） | 候補 | 『探偵が推理を殺す』                                                        | 小田牧央                                                         | 03       |
| 第20回（2020年） | 候補 | 『短編ミステリーの二百年 1』                                                | 小森収                                                           | 03       |
| 第20回（2020年） | 候補 | 『江戸川乱歩新世紀 越境する探偵小説』                                       | 石川巧、落合教幸、金子明雄、川崎賢子（編）                       | 0        |
| 第21回（2021年） | 受賞 | 『数学者と哲学者の密室 天城一と笠井潔、そして探偵と密室と社会』             | 飯城勇三                                                         | 09       |
| 第21回（2021年） | 候補 | 『本格ミステリの本流 本格ミステリ大賞20年を読み解く』                       | 南雲堂（編）                                                     | 06       |
| 第21回（2021年） | 候補 | 『シンポ教授の生活とミステリー』                                            | 新保博久                                                         | 05       |
| 第21回（2021年） | 候補 | 『書きたい人のためのミステリ入門』                                          | 新井久幸                                                         | 03       |
| 第21回（2021年） | 候補 | 『真田啓介ミステリ論集 古典探偵小説の愉しみ I・II』                         | 真田啓介                                                         | [ 注 1 ] |
| 第22回（2022年） | 受賞 | 『短編ミステリの二百年1〜6』                                                | 小森収（編）                                                     | 11       |
| 第22回（2022年） | 候補 | 『犬神家の戸籍 「血」と「家」の近代日本』                                   | 遠藤正敬                                                         | 05       |
| 第22回（2022年） | 候補 | 『新世代ミステリ作家探訪』                                                  | 若林踏                                                           | 03       |
| 第22回（2022年） | 候補 | 『法月綸太郎ミステリー塾 怒濤編 フェアプレイの向こう側』                    | 法月綸太郎                                                       | 03       |
| 第22回（2022年） | 候補 | 『米澤屋書店』                                                              | 米澤穂信                                                         | 0        |
| 第23回（2023年） | 受賞 | 『阿津川辰海 読書日記 かくしてミステリー作家は語る〈新鋭奮闘編〉』          | 阿津川辰海                                                       | 09       |
| 第23回（2023年） | 候補 | 『円居挽のミステリ塾』                                                      | 円居挽、青崎有吾、斜線堂有紀、日向夏、相沢沙呼、麻耶雄嵩         | 06       |
| 第23回（2023年） | 候補 | 『怪異猟奇ミステリー全史』                                                  | 風間賢二                                                         | 05       |
| 第23回（2023年） | 候補 | 『松本清張推理評論集 1957-1988』                                            | 松本清張                                                         | 04       |
| 第23回（2023年） | 候補 | 『シャーロック・ホームズの建築』                                            | 北原尚彦（文）、村山隆司（絵・図）                               | 03       |
| 第24回（2024年） | 受賞 | 『ミステリ・ライブラリ・インヴェスティゲーション 戦後翻訳ミステリ叢書探訪』 | 川出正樹                                                         | 09       |
| 第24回（2024年） | 候補 | 『密室ミステリガイド』                                                      | 飯城勇三                                                         | 05       |
| 第24回（2024年） | 候補 | 『ミステリ映像の最前線 原作と映像の交叉光線』                               | 千街晶之                                                         | 04       |
| 第24回（2024年） | 候補 | 『現代ミステリとは何か 二〇一〇年代の探偵作家たち』                         | 限界研（編）                                                     | 03       |
| 第24回（2024年） | 候補 | 『妄想アンソロジー式ミステリガイド』                                        | 探偵小説研究会（編）                                             | 01       |
| 第25回（2025年） | 受賞 | 『死体置き場で待ち合わせ 新保博久 法月綸太郎 往復書簡』                     | 法月綸太郎、新保博久                                             | 09       |
| 第25回（2025年） | 候補 | 『ミステリから見た「二〇二〇年」』                                          | 千街晶之                                                         | 05       |
| 第25回（2025年） | 候補 | 『本格ミステリの構造解析――奇想と叙述と推理の迷宮』                          | 飯城勇三                                                         | 03       |
| 第25回（2025年） | 候補 | 『クリスティを読む！ ミステリの女王の名作入門講座』                         | 大矢博子                                                         | 03       |
| 第25回（2025年） | 候補 | 『日本の犯罪小説』                                                          | 杉江松恋                                                         | 02       |

## 特別賞
- 鮎川哲也（第1回に受賞）
- 宇山日出臣（第4回に受賞）
- 戸川安宣（第4回に受賞）
- 島崎博（第8回に受賞）

## 関連書籍
- 本格ミステリ作家クラブ 編『本格ミステリ大賞全選評 2001―2010』（2010年9月 光文社）
  - 第10回までの選評を収録している。
- 南雲堂 編『本格ミステリの本流 本格ミステリ大賞20年を読み解く』（2020年12月 南雲堂）
  - 第20回までの本格ミステリ大賞小説部門受賞作・受賞作家についての評論集。本格ミステリ作家クラブ協賛。